# Idiocera (Idiocera) petilis
Idiocera (Idiocera) petilis is een tweevleugelige uit de familie steltmuggen (Limoniidae). De soort komt voor in het Oriëntaals gebied.